# Habsburkové
Habsburkové (německy (von) Habsburg) byli panovnický rod, jeden z nejvýznamnějších v evropské historii, jehož někteří členové vládli i území dnešního Česka jako císařové Svaté říše římské a čeští králové. Původně švábský hraběcí rod roku 1273 vstoupil do nejvyšší evropské politiky, v polovině 15. století natrvalo získal císařský titul a držel ho až do svého vymření po meči roku 1740, přičemž po delší dobu ovládal zejména střední Evropu, Nizozemí, Pyrenejský poloostrov a jih Itálie.        

## Původ
Habsburkové pocházeli z území u horního toku řeky Rýn přibližně na pomezí dnešní Francie, Německa a Švýcarska. Okolo roku 1020 nechal hrabě Radbot z Klettgau v oblasti Aargau (území kantonu Aargau na severu Švýcarska) vystavět hrad Habsburg (původně Habichtsburg), podle kterého získal rod jméno. Habsburským hrabatům se podařilo spojenectvím s císaři z rodu Štaufů a sňatkovou politikou spojit s významnými okolními rody a rozšířit svou moc a území (např. dědictvím po vymření Kyburgů). Postupně tak ovládli velkou část dnešního severního Švýcarska a horního Alsaska. Roku 1273 byl Rudolf Habsburský (syn Albrechta IV. a Hedviky z Kyburgu) zvolen kurfiřty římským králem. Roku 1278 porazil svého protivníka v zápase o říšskou korunu českého krále Přemysla Otakara II. v bitvě na Moravském poli a přisvojil si z pozice lenního pána rakouské území, kterému Přemysl vládl jako odumřelému lénu po rodu Babenberků. Rudolf pak jako římský král udělil Rakousy a Štýrsko v léno svým synům, díky čemuž se Habsburkové stali významnými říšskými knížaty. Podle rakouských zemí, kterým Habsburkové dlouho vládli, je dynastie někdy nazývána (arci)dům rakouský.       

Původní znak Habsburků

Nespokojenost s habsburskou nadvládou na území dnešního Švýcarska vedla roku 1291 tzv. lesní kantony Uri, Schwyz a Unterwalden ke společnému odboji proti Habsburkům. V bitvách v průsmyku Morgarten roku 1315 a u Sempachu roku 1386 porazili habsburskou armádu a umožnili tak existenci Švýcarské konfederace v rámci Svaté říše římské. Rudolfův syn Albrecht I. Habsburský byl roku 1298 zvolen římským králem, ale jeho synům se říšskou korunu získat nepodařilo. Jeho nejstarší syn Rudolf III. se po vymření Přemyslovců stal krátce českým králem (1306–1307), ale českou korunu nakonec získal Jan Lucemburský. Syny Rudolfova bratra Albrechta se rod rozdělil na dvě větve, starší rudolfinskou a mladší leopoldovskou. Rakouský vévoda Albrecht V. z rudolfinské větve získal v roce 1438 říšský, český a uherský trůn, jehož synem Ladislavem Pohrobkem roku 1457 rudolfinská linie vymřela. Po Albrechtově smrti se stal římským králem jeho bratranec z leopoldovské linie Fridrich III. Habsburský. Od roku 1440, kdy se Fridrich stal římským králem, resp. 1452 kdy byl korunován císařem, drželi Habsburkové císařský titul nepřerušeně až do svého vymření po meči v roce 1740.  

## Evropská dynastie
Fridrichův syn Maxmilián I. sňatkem s Marií Burgundskou Habsburkům získal bohaté nizozemské provincie, ale zároveň je zatáhl do dlouhých válek s Francií. Vítězství Švýcarského spolku nad Švábskou ligou a Maxmiliánem roku 1499 vedlo k faktické nezávislosti Spolku na Svaté říši římské. Maxmilián pokračoval v úspěšné sňatkové politice a v srpnu 1496 oženil své děti s dětmi katolických Veličenstev Isabely I. Kastilské a Ferdinanda II. Aragonského. Maxmiliánův syn a dědic Burgundska Filip Sličný se oženil s Janou Kastilskou a jeho sestra Markéta se provdala za následníka obou trůnů  Jana. Jan zemřel již půl roku po uzavření manželství, aniž by zanechal potomky. Dědičkou Kastilie i Aragonie se tak stala Filipova manželka Jana. Filip a Jana měli několik dětí: Nejstarší syn Karel zdědil po otci rakouské a burgundské země a po matce Kastilii a Aragonii a v roce 1516 se stal španělským králem. Po smrti děda Maxmiliána v roce 1519 se stal jako Karel V. také císařem Svaté říše římské a o deset let později se oženil s portugalskou princeznou Isabelou. Mladší syn Ferdinand se na základě vídeňských smluv císaře Maxmiliána s českým a uherským králem Vladislavem Jagellonským oženil s Vladislavovou dcerou Annou a Ferdinandova sestra Marie se vdala za následníka trůnu Ludvíka. Po Ludvíkovi smrti v bitvě u Moháče se roku 1526 Ferdinand stal králem českým a uherským. 
Po augšpurském míru v roce 1556 císař Karel V. dva roky před svou smrtí rezignoval a Španělsko, Sicílii s Neapolskem, Burgundsko s Nizozemím a španělskými koloniemi zdědil jeho jediný legitimní syn Filip II., který roku 1580 přidal pod svou vládu také Portugalsko. Vládu v říši i rakouských zemích převzal Karlův mladší bratr český a uherský král Ferdinand I. Habsburský. Tímto se habsburská dynastie rozdělila na primogeniturní španělskou a sekundogeniturní rakouskou větev. Španělská větev rodu vymřela po meči Karlem II. v roce 1700. Rakouská větev rodu vymřela po meči o jednu generaci později císařem Karlem VI. roku 1740 a po přeslici definitivně roku 1780 smrtí jeho dcery Marie Terezie. Habsburské soustátí zdědili potomci poslední habsburské panovnice Marie Terezie a jejího manžela Františka Štěpána Lotrinského, příslušníci habsbursko-lotrinské dynastie.

## Historie rodu

### Počátky
Habsburský rod pochází z území dnešního Švýcarska. Podle kroniky Acta Murensia sepsané zhruba roku 1160 v klášteru Muri byl jeho předkem říšský hrabě Guntram Bohatý, který žil zřejmě v druhé polovině 10. století. Pokud by tento Guntram byl totožný s hrabětem Guntramem z Nordgau, kterému císař Ota I. Veliký roku 952 za zradu zabavil část statků, měli by Habsburkové své kořeny dokonce v rodu Etichonovců, jehož historii lze vystopovat až do období vlády Merovejců. Později díky křížení v rodové linii vznikl pověstný „habsburský ret“, což je dědičná progerie.
Poté, co byl hrabě Rudolf IV. Habsburský v roce 1273 zvolen římskoněmeckým králem (jako Rudolf I.), obě jeho manželky, Gertruda z Hohenbergu i Isabela Burgundská, se s pomocí kolmarských dominikánů podíleli na rozšíření mýtu, podle něhož Habsburkové pocházeli z rodu Zähringů. Rudolf na tuto legendu poté vědomě navázal, neboť ji využil pro znovusjednocení Švábského vévodství. Ve 14. století Habsburkové svůj původ začali odvozovat od římské rodiny Colonnů, jež se považovala za potomky římských císařů. Koncem středověku Colonny v rodové mytologii nahradili Pierleoni, hrabata z Aventina. Objevily se rovněž legendy, že habsburský rodokmen sahá přes Karlovce a Merovejce až k bájnému obránci Tróje Hektórovi. Všechny tyto teorie jsou ale ve skutečnosti smyšlené.

### Nejstarší historie

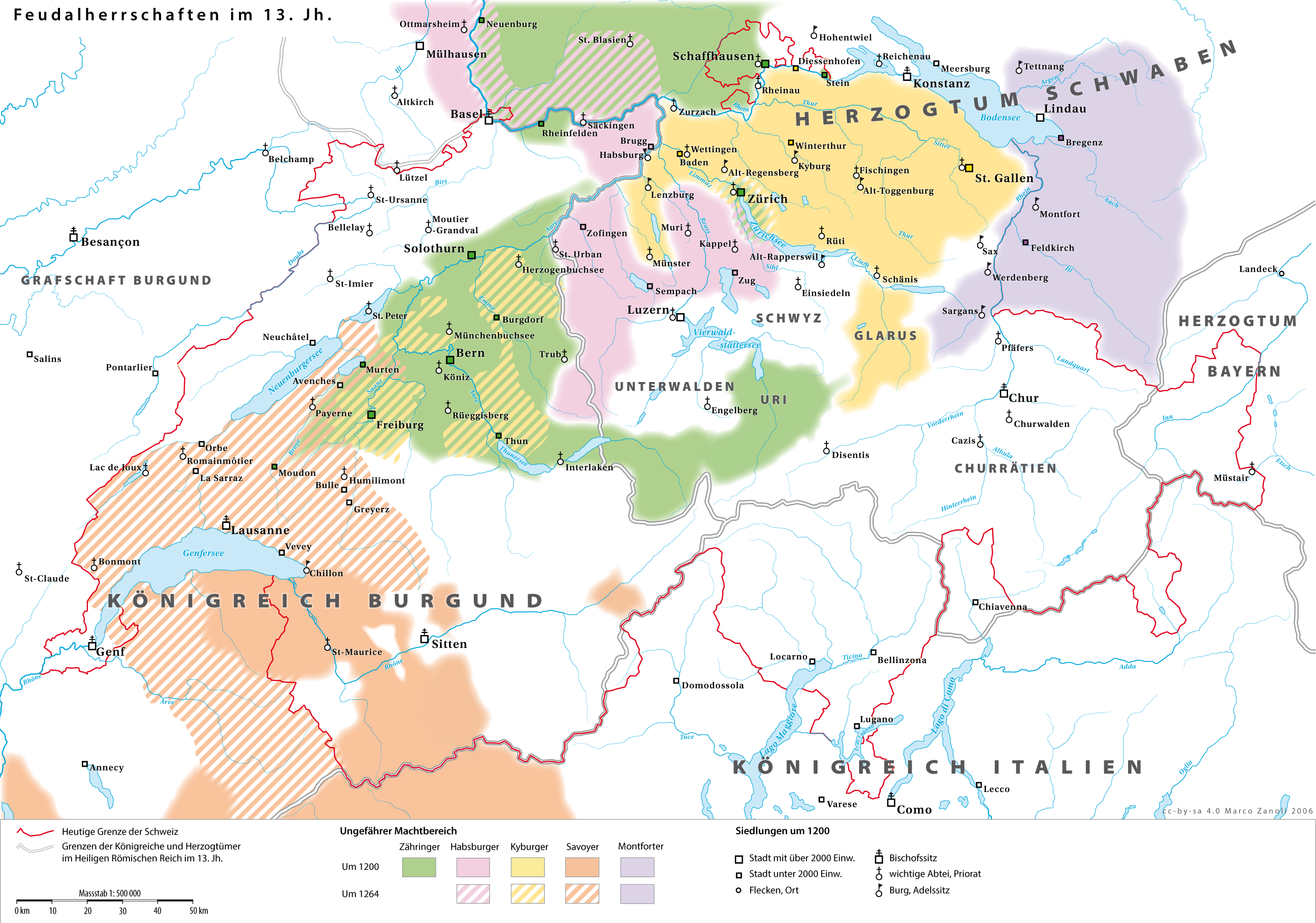
Území pod vládou Habsburků okolo roku 1200
Území pod rodu Kyburgů

Nejstarší prokázaný předek rodu Guntram Bohatý měl údajně syna Lancelina, hraběte z Klettgau, jehož syn Radbot roku 1020 založil již zmíněný klášter Muri. Radbotův bratr Rudolf I., altenburský hrabě, zase nechal vybudovat klášter Ottsmarsheim v Horním Alsasku. Další Lancelinův syn Werner, štrasburský biskup, inicioval výstavbu hradu Habsburg (podle legendy Habichtsburg, Jestřábí hrad, v dnešním kantonu Aargau), podle nějž se příslušníci rodu kolem roku 1100 začali nazývat, a to jako hrabata z Habsburgu. Od 12. do 13. století na něm rovněž sídlili.
Radbotův vnuk Ota II. Habsburský, syn Wernera I., se v roce 1108 zúčastnil tažení císaře Jindřicha V. Sálského do Uherska a o tři roky později byl zavražděn. Také jeho následník Werner II., který se připomíná jako lankrabě Horního Alsaska, se zapojil do císařské vojenské kampaně. Tehdy se jednalo o italskou výpravu Fridricha I. Barbarossy, na níž Werner roku 1167 v Římě podlehl moru. Habsburkové se za jeho vlády zařadili mezi stoupence císařské dynastie Štaufů. Na jeho proštaufskou politiku navázal syn Albrecht III., který se značně zasloužil o rozšíření rodových držav. Po Albrechtově smrti (1199) na habsburský hraběcí stolec nastoupil Rudolf II., velký přívrženec císaře Fridricha II. Štaufského.
Hmotná základna rodu sestávala ze dvou center. První „vlastní“ centrum tvořily staré alodiální statky nacházející se na území dnešního Švýcarska, které byly spravovány z hradů Habsburg, Wildegg a Brunegg. Patřilo k nim i fojtství nad klášterem Muri. Druhé centrum se skládalo z rozsáhlých držav v Horním Alsasku soustředěných na levém břehu Rýna mezi Basilejí a Štrasburkem. Pod tyto statky spadaly i fojtství nad kláštery Ottmarsheimem a Murbachem i městem Štrasburkem a hornoalsaským hrabstvím, dále též rozptýlené území s fojtskými právy v Breisgau i nad hrabstvími v Klettgau, Aargau a Zürichgau, pod které mimo jiné patřily švýcarské kantony Zug, Schwyz a Unterwalden. Kromě toho Habsburkové drželi fojtství nad klášterem Säckingen a statky ve Frickgau.
Když Rudolf II. v roce 1232 zemřel, jeho synové Albrecht IV. a Rudolf III. si dědictví rozdělili. Rudolf si z něj odtrhl hrabství v Zürichgau, fojtství nad klášterem Ottmarsheimem i městy Sempachem, Williasau a Laufenbergem, vše ostatní pak zdědil Albrecht. Rod se tím rozdělil na dvě linie – hlavní (Albrechtovu) a Laufenburskou (Rudolfovu).

### Vzestup mezi královské rody

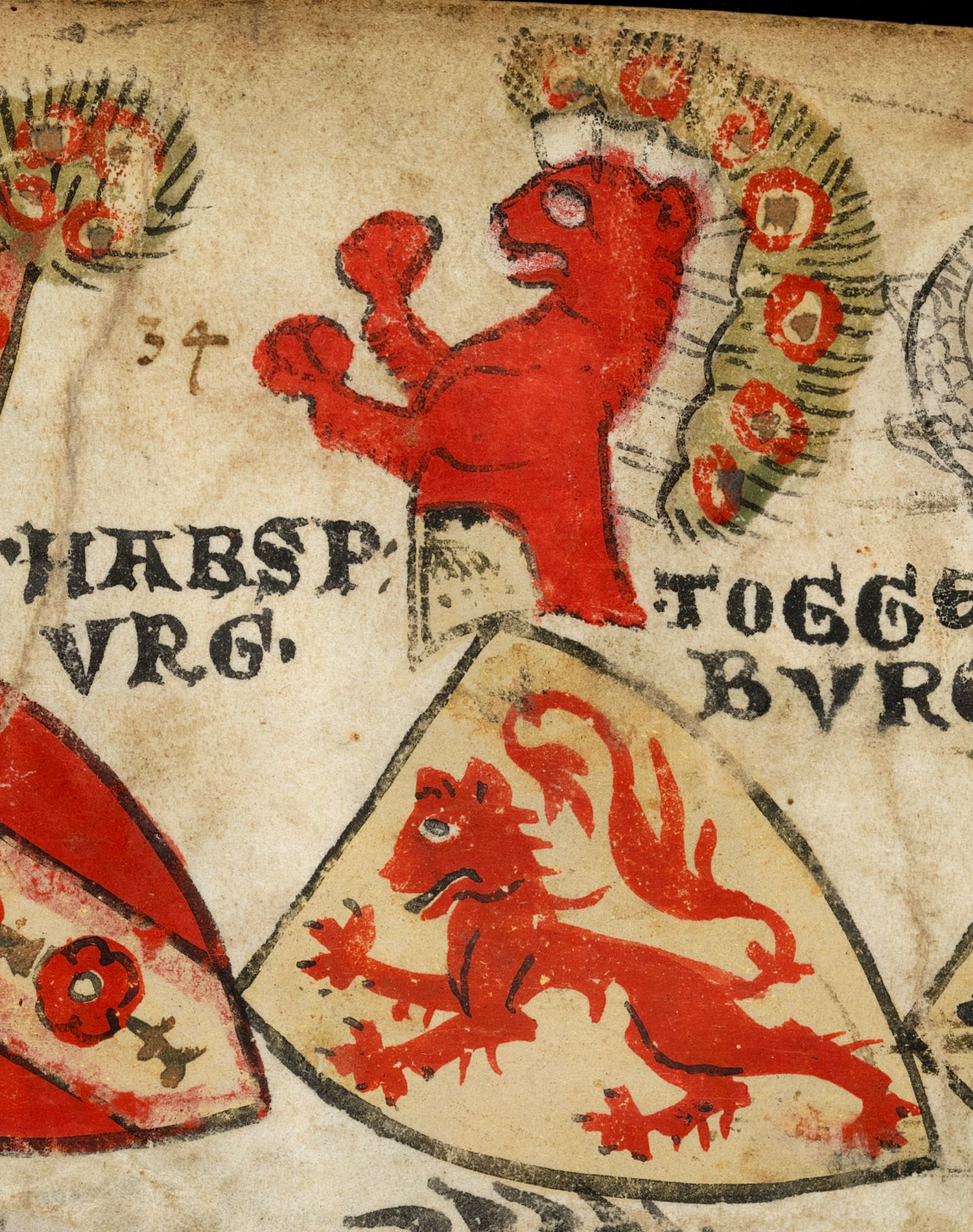
Původní znak namalovaný kolem roku 1340

Habsburkové postupně rozšiřovali své državy a získávali nové hodnosti. Roku 1273 usedl hrabě Rudolf IV.  jako první z rodu na římský královský trůn (od 1438 byli Habsburkové římskými králi, potažmo císaři trvale). Roku 1282 udělil Rudolf I. z tohoto titulu svým synům jako odumřelé říšské léno tzv. babenberské dědictví, tedy rakouské země, které roku 1276 odebral ze správy českého krále Přemysla Otakara II., na kterého uvalil říšskou klatbu a kterého roku 1278 porazil a usmrtil v bitvě na Moravském poli. Díky rakouským državám se Habsburkové stali říšskými knížaty.
Roku 1291 spolu uzavřely tři horské kantony na obranu proti Habsburkům dohodu o věčném spolku, čímž vznikla Švýcarská konfederace. V bitvách v průsmyku Morgarten roku 1315 a u Sempachu roku 1386 Švýcaři porazili Habsburky a umožnili tak další existenci konfederace.
Rudolfův vnuk Rudolf, zvaný Kaše, usedl roku 1306 jako první člen dynastie na český trůn. Po jeho předčasné smrti se však Habsburkové museli spokojit pouze s rakouskými državami.
Nejmladší bratr tohoto českého krále Rudolfa, rakouský vévoda Albrecht II. (nejmladší ze čtyř bratrů) měl 3 syny, z nichž jen nejstarší Rudolf IV. (v roce 1359 vydal padělané Privilegium maius, které ho mělo povýšit na arcivévodu) nezanechal potomků, a tak vévodský titul přešel na mladšího Albrechta III.
Ten roku 1373 a znovu 1379 rozdělil vládu kvůli častým třenicím s nejmladším bratrem Leopoldem tak, že posléze vládl v Horních i Dolních Rakousích Albrecht III. a Leopold III. ve zbývajících zemích (Korutany, Štýrsko, Tyrolsko, atd.). Vznikly tak starší albrechtovská a mladší leopoldovská linie rodu.

Území pod vládou Habsburské dynastie za vlády Karla V.
Kastilská koruna
Aragonská koruna
Burgundské dědictví
Rakouské dědičné země
Svatá říše římská

### Albrechtovská linie
V roce 1437 získali Habsburkové vnukem vévody Albrechta III., kterým byl římský král Albrecht II. (manžel princezny Alžběty Lucemburské) z albrechtovské linie rodu znovu českou a poprvé také uherskou královskou korunu (od roku 1526 je obě drželi trvale).
Albrecht II. ale v českých zemích a Uhersku, stejně tak jako v Římskoněmecké říši nevládl dlouho. Již po dvou letech vlády zemřel roku 1439. Jeho dědicem se stal syn Ladislav V., který získal přídomek Pohrobek. Ten vládl jen do roku 1457, kdy zemřel a tím vymřela albrechtovská linie habsburského rodu po meči. Dědičkami království se staly jeho sestry Anna a Alžběta resp. mladší Alžběta, která se provdala za polského krále a litevského velkoknížete Kazimíra IV.

### Leopoldovská linie
Syn vévody Leopolda III. Arnošt Habsburský byl prvním rakouským panovníkem po Rudolfu IV. který používal (neoprávněně) titul a hodnost arcivévody. Jeho syn a vnuk Leopolda III. Fridrich III. z leopoldovské linie se stal po smrti českého krále Albrechta II. roku 1440 římským králem a o dvanáct let poté v roce 1452 byl jako poslední císař korunován v Římě.
Z funkce římského císaře také v roce 1453 uznal platnost dosud nelegálního Privilegium maius, které povyšovalo Rakouské vévodství na arcivévodství (jediné v Říši). Tento titul se poté stal charakteristickým právě pro habsburskou dynastii.
Svatbou Maxmiliána I. s burgundskou dědičkou Marií v roce 1477 se habsburské državy rozmnožily o nizozemské provincie. Svoji obratnou diplomatickou a sňatkovou politikou připravil tento panovník půdu budoucí habsburské hegemonii v Evropě.

### Španělští Habsburkové

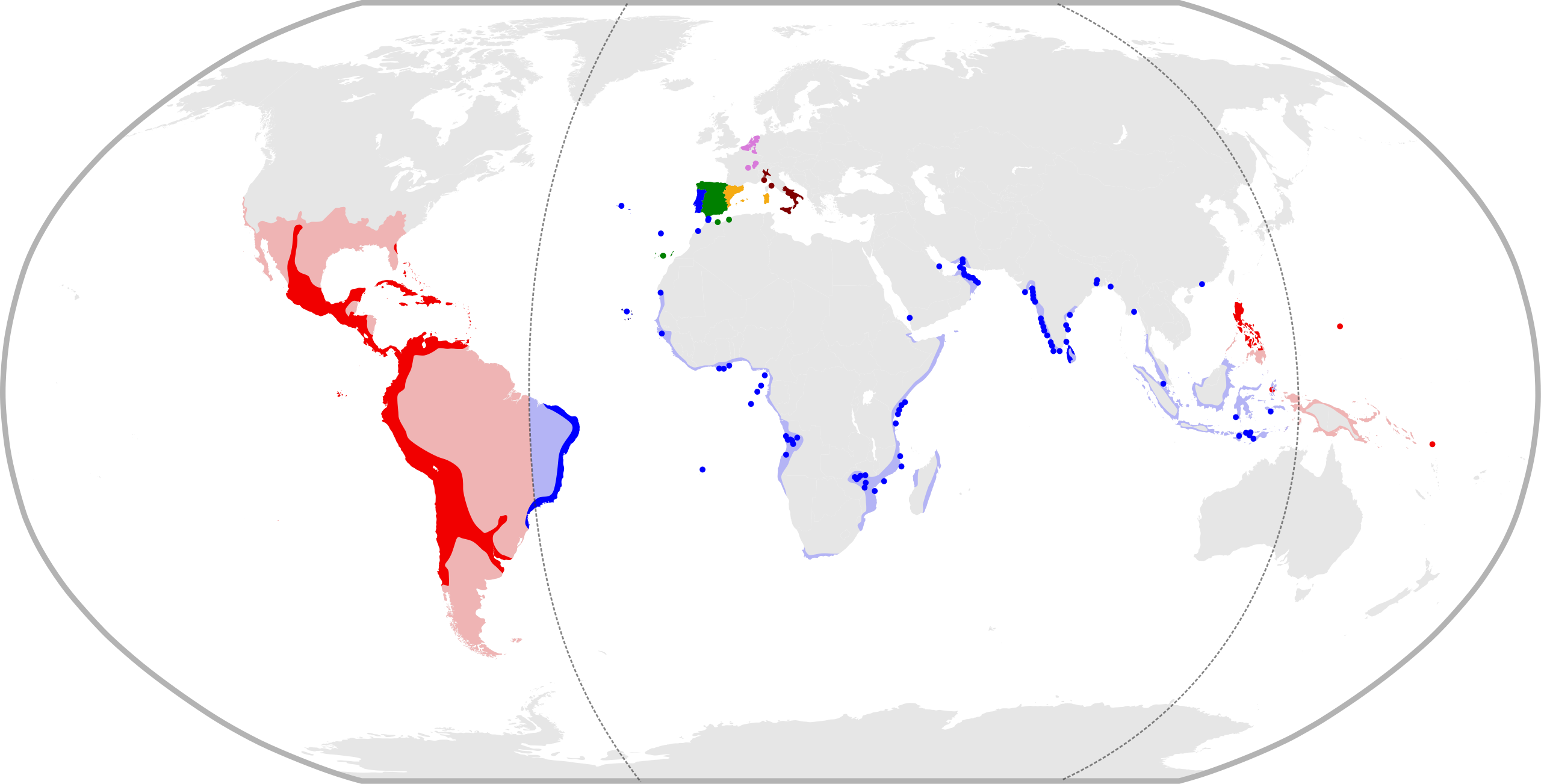
Iberská unie v roce 1598 za Filipa II., krále španělského a portugalského

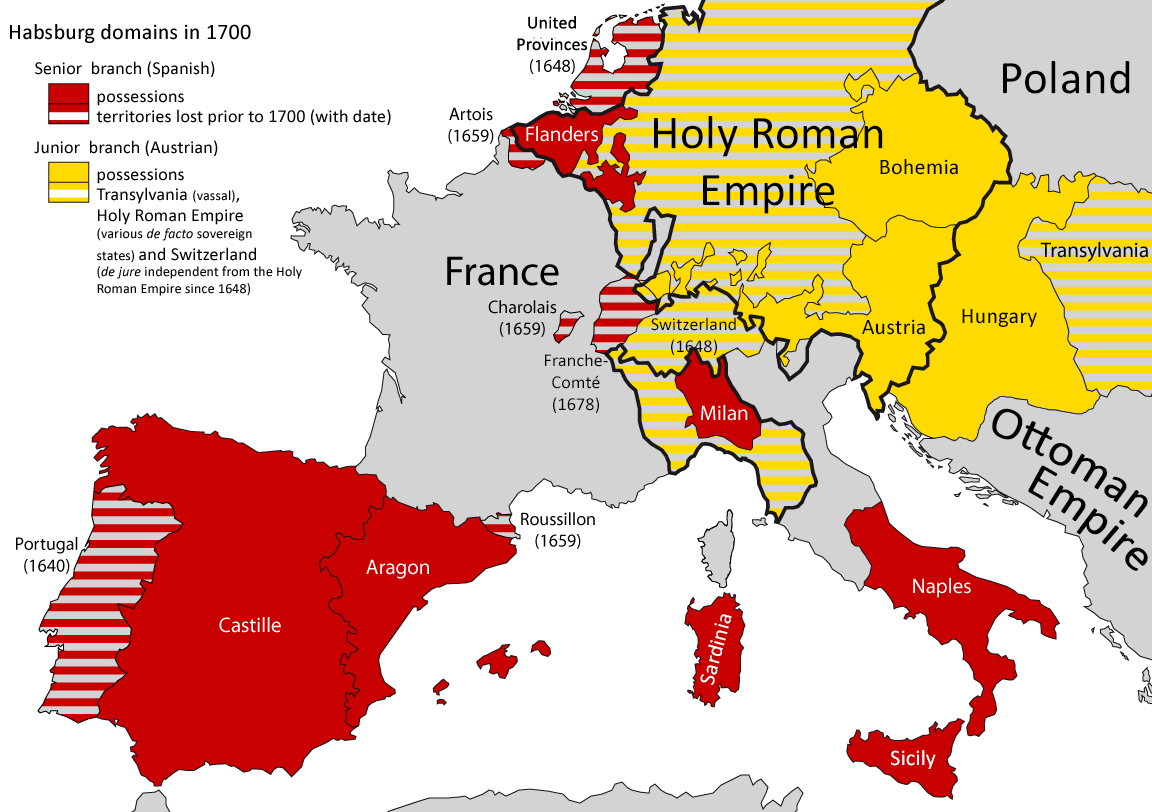
Španělské a rakouské habsburské evropské državy kolem roku 1700

Karel se formálně stal jediným panovníkem Španělska po smrti své uvězněné matky, královny Jany, v roce 1555.
Po abdikaci Karla V. v roce 1556 se habsburská dynastie rozdělila na rakouskou (nebo německou) větev vedenou Ferdinandem a španělskou větev, kterou původně vedl Karlův syn Filip. Ferdinand I., král český a uherský a arcivévoda rakouský, který vládl jménem svého bratra Karla V., se stal suo iure panovníkem a zároveň habsburským císařem Svaté říše římské (za nástupce byl označen již v roce 1531). Filip se stal králem Španělska a vládcem jeho koloniální říše jako Filip II. a rovněž vládl habsburským državám v Itálii a v Nizozemí. Španělští Habsburkové také po určitou dobu vládli Portugalsku, kde byli známí jako Filipínská dynastie (1580–1640).
Sedmnáct provincií a Milánské vévodství byly v personální unii pod španělským králem, ale zůstaly součástí Svaté říše římské. Kromě toho měl španělský král nárok na Uhry a Čechy. V tajné Oňatově smlouvě z 29. července 1617 si španělští a rakouští Habsburkové urovnali své vzájemné nároky.

### Rakouští Habsburkové
Roku 1611 se stal českým králem Matyáš Habsburský, který se již před svým nástupem zavázal, že za svého života se nebude zabývat nástupnickou otázkou, ale na nátlak katolické církve už v roce 1617 předložil Ferdinandovu kandidaturu. Matyáš ani jeho dva bratři neměli potomky a v úvahu tak přicházeli dědicové ze španělské nebo štýrské habsburské větve. Španělé se nároků na střední Evropu vzdali, a tak byl vybrán Ferdinand II. Štýrský.
Ferdinand II. se narodil 9. července 1578 ve Štýrském Hradci jako syn arcivévody Karla Štýrského a Marie Anny Bavorské. V mládí ho vychovávala jeho matka v rodném Štýrském Hradci. Její výchova byla přísně katolická a v letech 1590–1595 studoval mladý Ferdinand na jezuitské akademii v bavorském Ingolstadtu. Tam jsou pravděpodobně kořeny jeho pozdějšího bigotního katolicismu. Miloval hudbu, divadlo a lov, avšak traduje se, že nebyl příliš statečný a nejraději trávil čas v klidu v rodinném kruhu. Ferdinand II. byl prý dobromyslný, přívětivý, velkorysý a zbožný, ale do života českých zemí zasáhl neobyčejně tvrdě a krutě, jako žádný jiný z Habsburků, vysloužil si zde přízvisko „krvavý“ a dokonce stál i za zavražděním Albrechta z Valdštejna.
Ferdinand nebyl zvolen, pouze přijat za příštího panovníka. Česká nekatolická opozice ho sice nechtěla, protože Ferdinand prosazoval násilnou rekatolizaci, ale Ferdinand byl bez větších problémů přijat ve vedlejších zemích Koruny české i v Uhrách. To se českým nekatolíkům vůbec nelíbilo a v březnu roku 1618 byl svolán sjezd nekatolických stavů, který vedl až ke květnové pražské defenestraci. Tímto odbojem začala třicetiletá válka. 24. května byla svržena královská moc a sjezd zvolil zemskou vládu třiceti direktorů. V čele této vlády stál Václav Vilém z Roupova a vrchním velitelem vojsk se stal Jindřich Matyáš Thurn. S českým povstáním souhlasilo Slezsko i obě Lužice, ale Morava zůstala neutrální, protože byla pod vedením Karla staršího ze Žerotína, který se bál otevřeného konfliktu. Karel byl roku 1619 odsunut a jeho nástupce Ladislav Velen ze Žerotína se k povstalcům přidal. Ve stejném roce také zemřel Matyáš a Ferdinand II. se ujal vlády. V červenci se v Praze shromáždil generální sněm stavů zemí Koruny české. Ferdinand II. byl sesazen a sněm zvolil kalvína Fridricha Falckého. Ten byl zvolen i z toho důvodu, že měl za manželku dceru anglického krále Jakuba I., Alžbětu, a stavové věřili, že takto získají na svou stranu mocnou ostrovní říši. Fridrich, přezdívaný Zimní král, byl ale slabý a neúspěšný a po prohrané bitvě na Bílé hoře, která se odehrála 8. listopadu 1620, utekl a císařská vojska obsadila Čechy i Prahu. Ferdinand Štýrský se opět stal českým králem. Brzy sestavil exekuční komisi, která měla za úkol potrestat stavovský odboj. Nejznámější částí trestu je poprava 27 pánů na Staroměstském náměstí. Původně mělo být 51 popravených, ale po různých přímluvách a intrikách jich zbylo jen 27. Poprava se odehrála 21. června 1621, trvala 4 hodiny a popraveni byli např. Václav Budovec z Budova, Kryštof Harant z Polžic a Bezdružic, Jáchym Ondřej Šlik, Jan Jesenius a další. Dvanáct hlav pak bylo až do roku 1631 pro výstrahu umístěno na Mostecké věži.
Posledním mužským členem rakouské větve byl Karel VI., otec Marie Terezie, který zemřel roku 1740. Po císařovnině smrti se dědicem Habsburků stala lotrinská (habsbursko-lotrinská) dynastie – potomci Marie Terezie a jejího chotě Františka I. Štěpána Lotrinského.

## Pohřby
- Císařská hrobka (německy: Kaisergruft, také nazývaná Kapucínská hrobka – Kapuzinergruft) se nachází pod nenápadným kostelem a klášterem řádu kapucínů. Nabízí hluboký vhled do 400 let rakouské a evropské historie.[13] Zachycuje klíčové události, jako byla třicetiletá válka nebo vzestup revolučních ideálů, a poskytuje pohled na koncept sjednocené Evropy.[14] Navržena významnými umělci své doby, hrobka svými komorami zdůrazňuje symboly autority, odrážející ambice habsburské dynastie. Uprostřed tohoto historického prostředí artefakty v hrobce jemně připomínají smrtelnost a víru, zdůrazňují osobní důvěru v božské a pokornou úctu k Stvořiteli.[15] V současnosti je zde pohřbeno 150 Habsburků.[16]
- Vévodská hrobka (německy: Herzogsgruft) byla založena před rokem 1363 vévodou Rudolfem IV. v katedrále svatého Štěpána. Sloužila jako hlavní pohřebiště Habsburků až do roku 1576.[17] Mezi významné členy zde pohřbené patří Rudolf IV., Albrecht III., Albrecht IV. a Leopold IV. Fridrich III. byl původně pohřben zde, než byl přemístěn do vysoké hrobky v jižním chóru katedrály. Od roku 1564 do roku 1878 hrobka uchovávala urny s vnitřnostmi zesnulých Habsburků. Marie Terezie v letech 1754/1755 hrobku rozšířila a renovovala, přičemž ostatky předků přemístila do nových rakví.[18]
- Hrobka palatinů (maďarsky: Nádori kripta), umístěná v Budínském hradě v Budapešti, slouží jako pohřebiště pro uherskou větev habsburské dynastie.[19] Byla založena arcivévodou Josefem, který nesl titul uherského palatina. Hrobka uchovává ostatky 26 jedinců a je jednou z mála vnitřních částí Budínského hradu, které přežily jeho zničení během druhé světové války a byly zachovány během následné rekonstrukce.[20]
- Viz též: klášter Muri; klášter Königsfelden; katedrála ve Špýru; Vévodská hrobka ve Vídni; Dvorní kostel; El Escorial; Sekavský klášter; Císařská hrobka; Hrobka palatinů.

## Panovníci z rodu Habsburků

### Římskoněmečtí císaři a králové
1. Rudolf I. (1273–1291)
2. Albrecht I. (1298–1308)
3. Fridrich I. Habsburský (1314–1330)
4. Albrecht II. Habsburský (1438–1439)
5. Fridrich III. (1440–1493)
6. Maxmilián I.  (1493–1519)
7. Karel V. (1519–1556), také španělský král
8. Ferdinand I. (1556–1564)
9. Maxmilián II. (1564–1576)
10. Rudolf II. (1576–1611)
11. Matyáš (1611–1619)
12. Ferdinand II. (1619, 1620–1637)
13. Ferdinand III. (1637–1657)
14. Ferdinand IV. (1653–1654)
15. Leopold I. (1657–1705)
16. Josef I. (1705–1711)
17. Karel VI. (1711–1740)

### Rakouští vévodové a arcivévodové
1. Rudolf III. (1276–1282)
2. Albrecht I. Habsburský (1282–1308)
3. Fridrich I. Habsburský (1308–1330)
4. Leopold VII. (1308–1326)
5. Albrecht II. Moudrý (1330–1358)
6. Rudolf IV. Habsburský (1358–1365)
7. Ota Habsburský (1330–1339)
8. Albrecht III. Habsburský (1365–1395)
9. Leopold VIII. (1365–1386)
10. Albrecht IV. Rakouský (1395–1404)
11. Albrecht V. (1404–1439)
12. Albrecht VI. Habsburský (1458–1463)
13. Fridrich III. (1457–1493)
14. Maxmilián I. (1493–1519)
15. Karel (1519–1521)
16. Ferdinand I. (1521–1564)
17. Maxmilián II. (1564–1576)
18. Rudolf II. (1576–1611)
19. Matyáš (1611–1619)
20. Ferdinand II. (1619, 1620–1637)
21. Ferdinand III. (1637–1657)
22. Ferdinand IV. (1653–1654)
23. Leopold I. (1657–1705)
24. Josef I. (1705–1711)
25. Karel VI. (1711–1740)
26. Marie Terezie (1740–1780)[pozn. 2]

### Čeští králové
1. Rudolf I. (1306–1307)
2. Albrecht II. Habsburský (1438–1439)
3. Ladislav Pohrobek (1453–1457)
4. Ferdinand I. (1526–1564)
5. Maxmilián (1564–1576)
6. Rudolf II. (1576–1611)
7. Matyáš (1611–1619)
8. Ferdinand II. (1619, 1620–1637)
9. Ferdinand III. (1637–1657)
10. Ferdinand IV. (korunován za vlády otce, fakticky nevládl)
11. Leopold I. (1657–1705)
12. Josef I. (1705–1711)
13. Karel VI. (1711–1740)
14. Marie Terezie (1740–1780)

### Španělští králové
1. Filip I. Kastilský (1504–1506) společně s manželkou
2. Karel I. (1519–1556), také římský císař
3. Filip II. (1556–1598), také král portugalský (od 1580)
4. Filip III. (1598–1621), také král portugalský
5. Filip IV. (1621–1665), také král portugalský (1621–1640)
6. Karel II. (1665–1700)

### Uherští a chorvatští králové
1. Albrecht II. Habsburský (1437–1439)
2. Ladislav Pohrobek (1453–1457)
3. Ferdinand I. (1526–1564)
4. Maxmilián II. (1564–1576)
5. Rudolf II. (1576–1608)
6. Matyáš (1608–1619)
7. Ferdinand II. (1618–1637)
8. Ferdinand III. (1637–1657)
9. Ferdinand IV. (korunován za vlády otce, fakticky nevládl)
10. Leopold I. (1657–1705)
11. Josef I. (1705–1711)
12. Karel VI. (1711–1740)
13. Marie Terezie (1740–1780)

## Galerie

Barvy rodu Habsburků, později říšské barvy.[zdroj?]
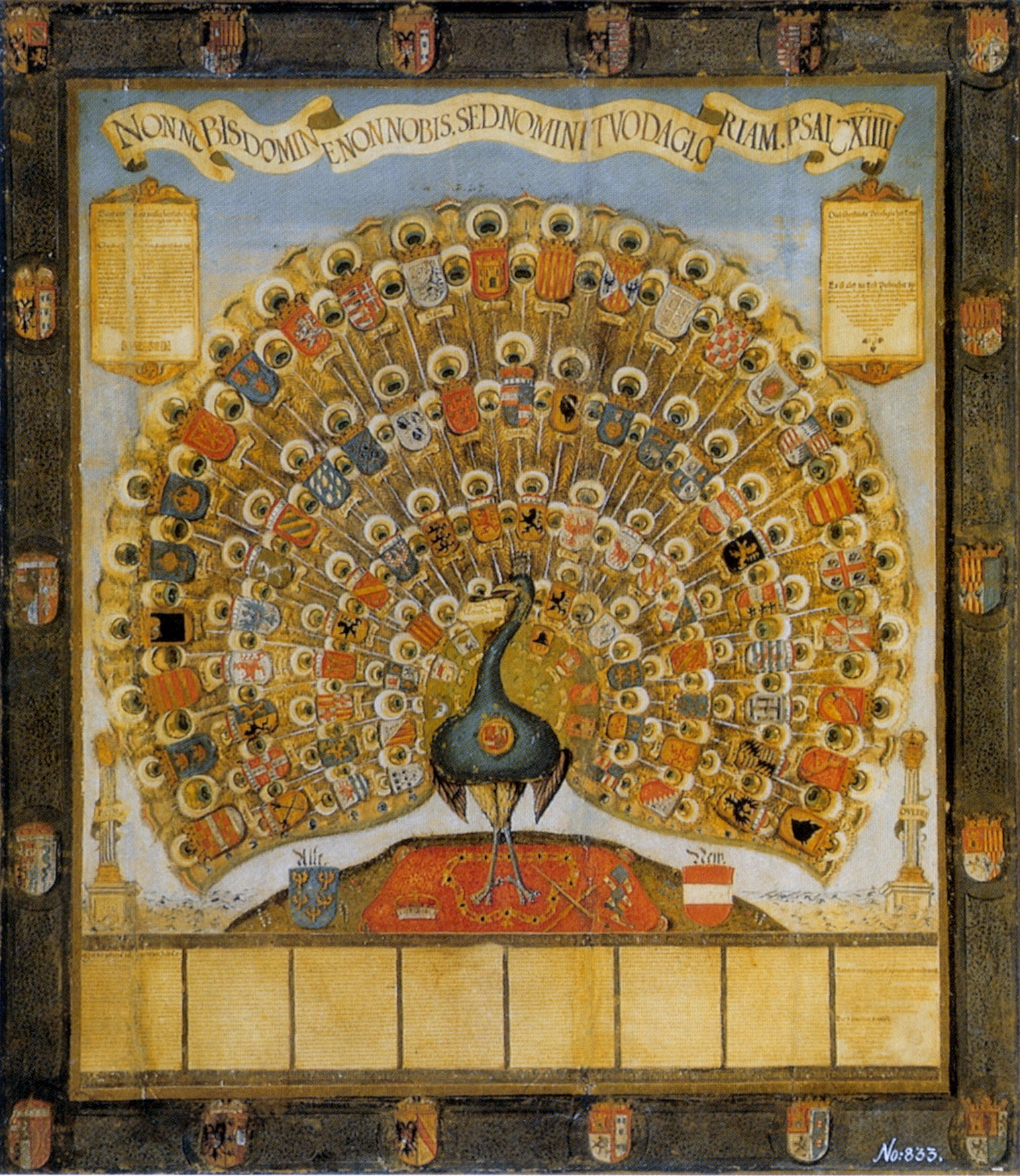
Tzv. Habsburský páv z roku 1555, zobrazující znaky jednotlivých ovládaných území.
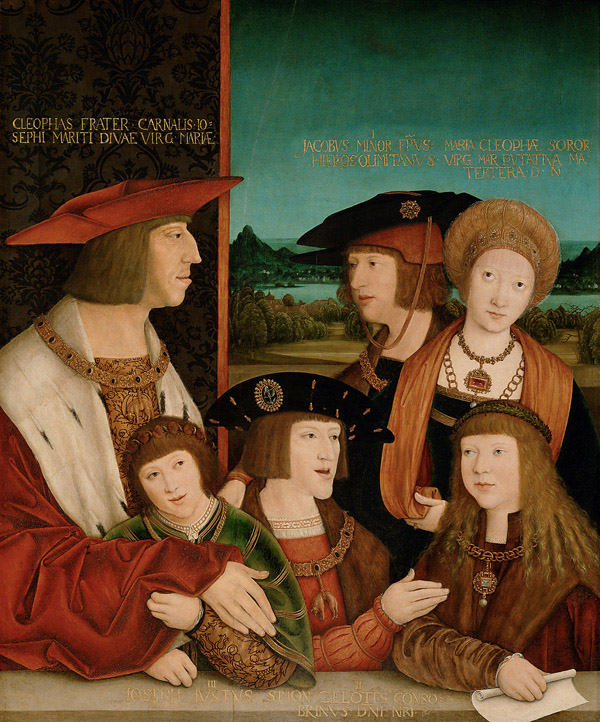
Maxmilián I. s vnuky Karlem a Ferdinandem
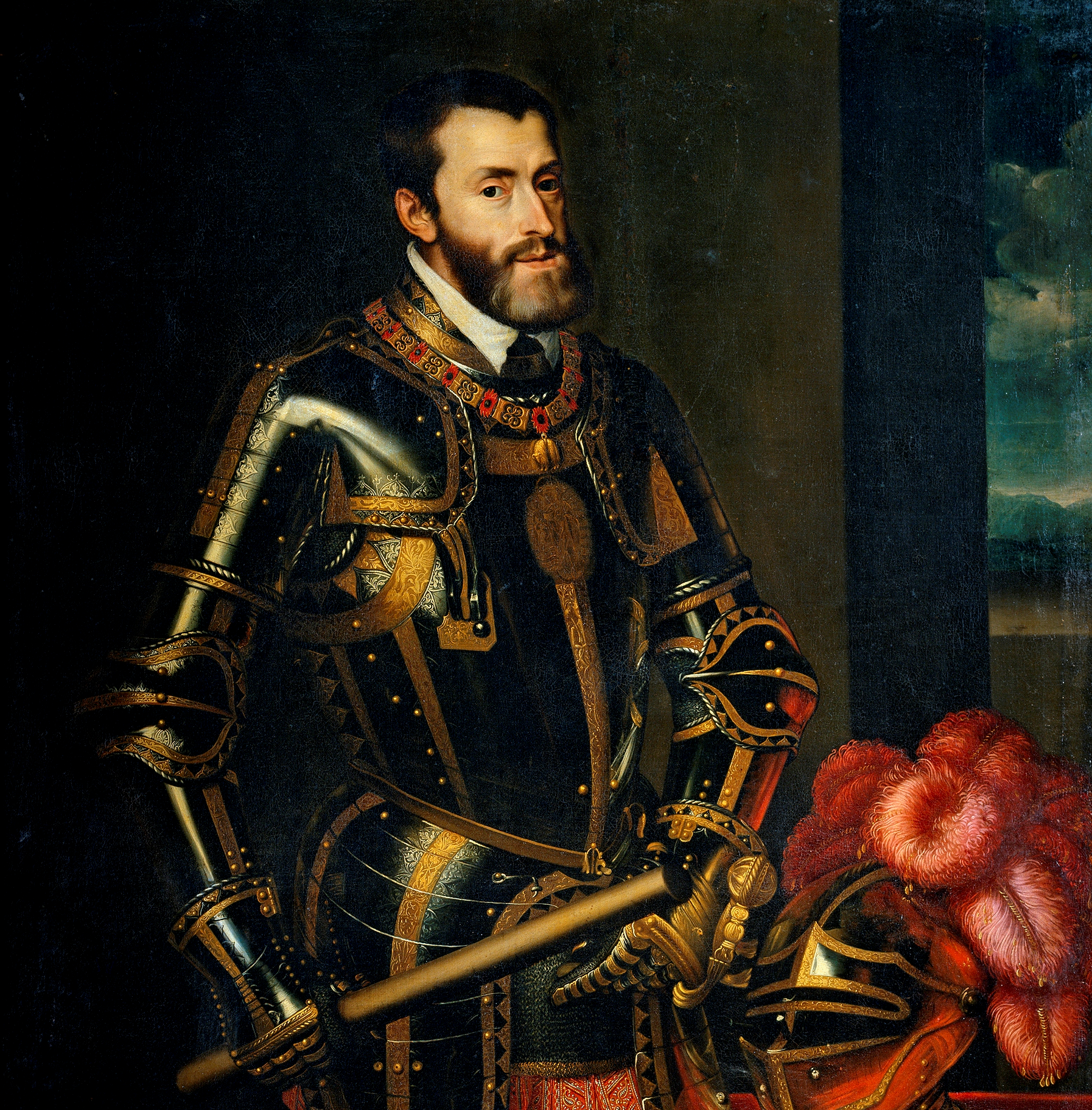
Císař Karel V. na malbě od Tiziana
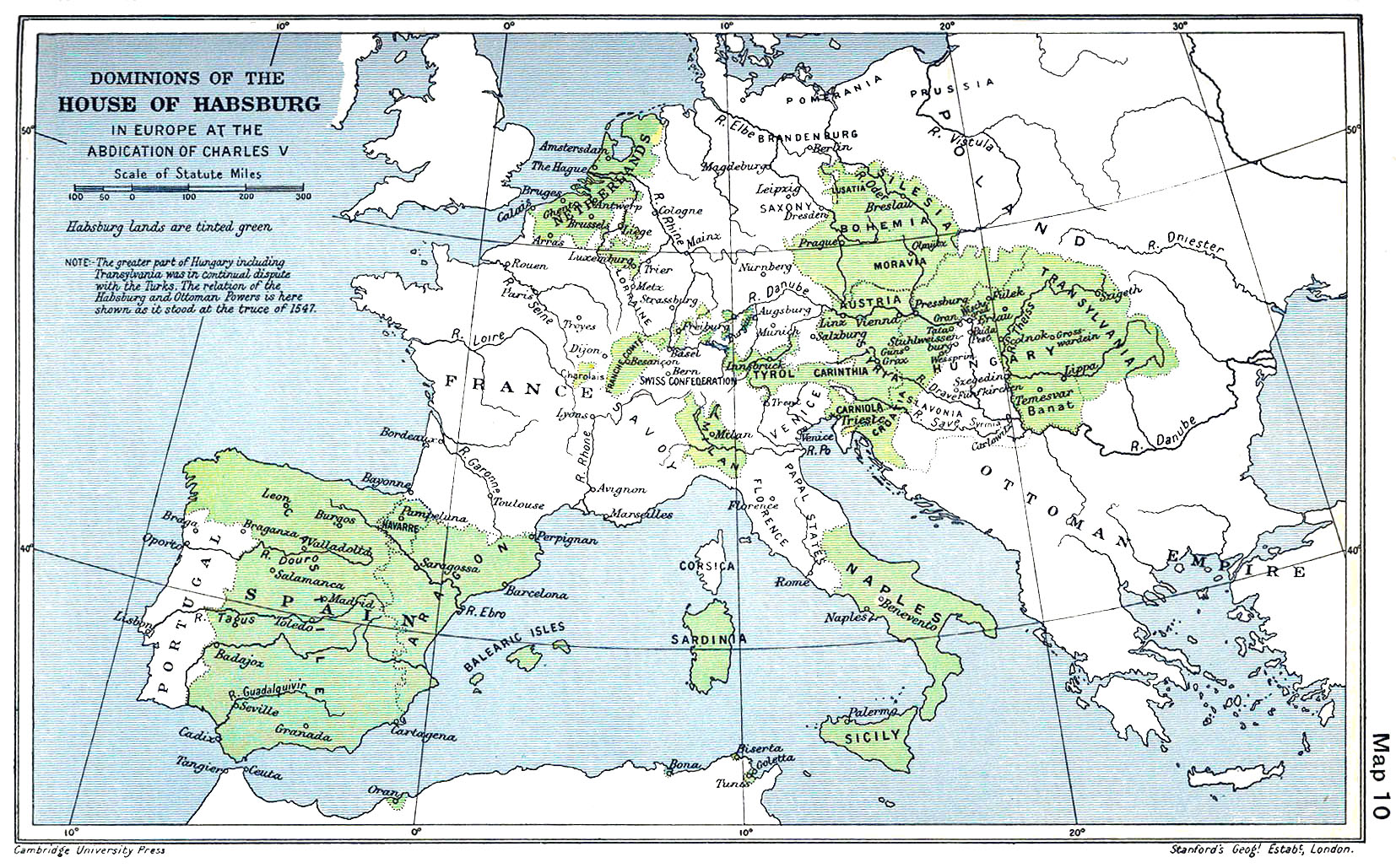
Území ovládané Habsburky roku 1547
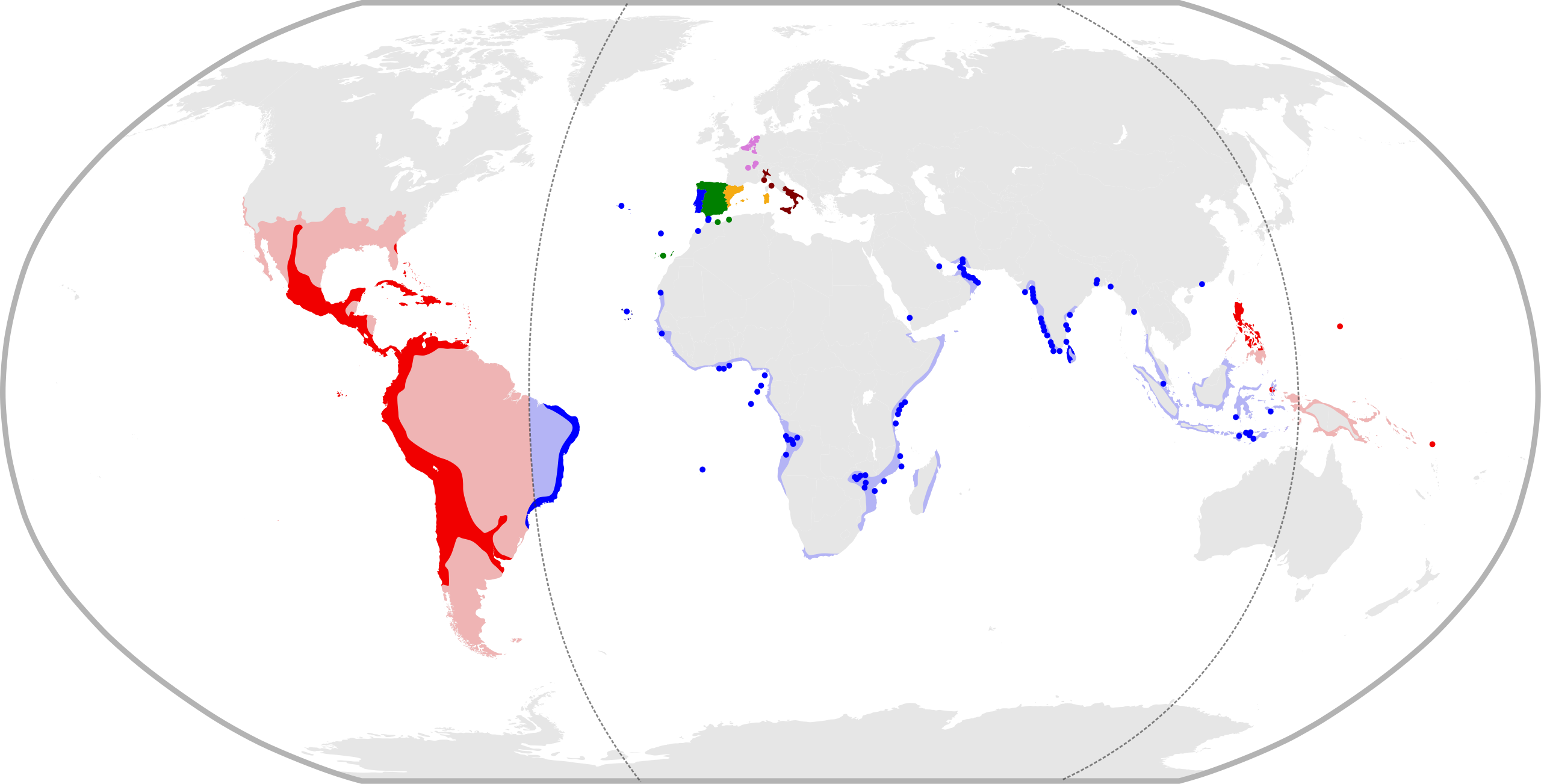
Rozsah iberského panství za vlády Filipa II. Španělského, strýce císaře Rudolfa II.
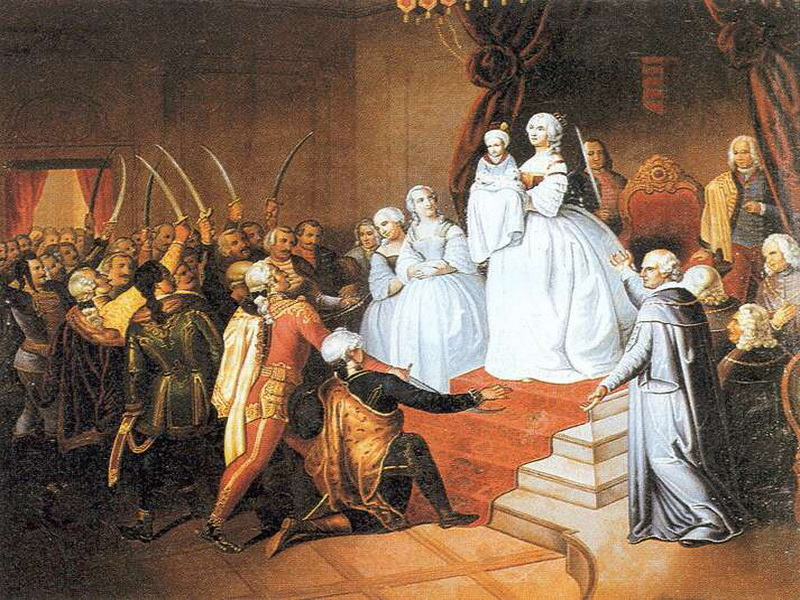
Uherská šlechta vzdává hold Marii Terezii, která drží syna Josefa